# Писанец, Евгений Петрович
Евгений Петрович Писанец (19 октября 1930, Красный Луч, Луганская область, УССР — ?) — советский и российский горный инженер, гидрогеолог, лауреат Государственной премии СССР (1967).

## Биография
Родился 19 октября 1930 года в г. Красный Луч Луганской области.
Окончил Новочеркасский политехнический институт (1953).
С 1953 по 1973 год работал на комбинате «КМАруда»: участковый геолог шахты, с 1956 — гидрогеолог Лебединского рудника, с 1967 г. — главный гидрогеолог комбината.
С 1973 по 1991 г. — главный гидрогеолог Министерства чёрной металлургии СССР.
С 1991 г. — заместитель директора научно-технического центра НОВОТЭК (г. Белгород).

## Научная деятельность
Кандидат технических наук. В 1968 году защитил кандидатскую диссертацию на тему "Исследование методов осушения карьерных полей на примере Лебединского карьера КМА"
Автор более 30 работ в области осушения месторождений полезных ископаемых.
Лауреат Государственной премии СССР (1967) и премии Совета Министров СССР (1989). Награждён орденами и медалями, полный кавалер знака «Шахтерская слава».

## Основные труды
- Водопонижение на карьерах КМА / Е.П. Писанец, В.А. Мироненко. — Москва: Недра, 1968. — 135 с.: ил.
- Комплексная механизация добычи руды / А.М. Пуго, Е.П. Писанец. — Белгород: Кн. изд-во, 1962. — 59 с.: ил.

## Список источников
- Писанец Евгений Петрович / А. И. Ильин // Белгородская энциклопедия / гл. ред. В. В. Овчинников. — Белгород, 2000. — С. 298.
- Писанец Евгений Петрович // Ежегодник БСЭ. — М. ,1968. — С. 612.
- Наука в рабочей спецовке / Г. Кублицкий // Третий полюс. — М. ,1982. — С. 133—162.
- Геологи / Р. Боброва // Курская магнитная. — М. , 1972. — С. 184—187.
- Десять лет спустя / Л. Могилевский // Знамя. — 1971. — № 10. — С. 65-87.
- Писанец Евгений Петрович // Золотые имена губкинцев: биографический справочник / Адм. Губкинского гор. ок, информационно-аналитическое управление; гл. ред. И. Н. Черенков. — Белгород, 2013. — С. 55.
- Геолог Евгений Писанец / А. Худовец // Белгор. правда. — 1960. — 23 сент.
- https://kraeved-gubkin.ucoz.ru/index/pisanec_evgenij_petrovich/0-31
- http://mou06.narod.ru/nov_page2/20_10_15.htm